# 욘두
욘두(영어: Yondu)는 마블 코믹스가 출판하는 만화책의 등장 인물이다. 첫 등장은 Marvel Super-Heroes #32 (1969년 1월 출시)이다. 오리지널 가디언스 오브 갤럭시 팀의 설립자 중 한 명이다. 2014년 영화 《가디언즈 오브 갤럭시》에는 마이클 루커가 연기했다.

## 출판의 역사
욘두는 아널드 드레이크와 진 콜런에 의해 창조되어 마블 슈퍼히어로즈 #18 (1969년 1월) 처음 등장한다.

## 담당 배우

### 영화
- 가디언즈 오브 더 갤럭시 (2014) - 마이클 루커
  - 가디언즈 오브 갤럭시 VOL. 2 (2017) - 마이클 루커